# Boechera spatifolia
Boechera spatifolia är en korsblommig växtart som först beskrevs av Per Axel Rydberg, och fick sitt nu gällande namn av Windham och Al-shehbaz. Boechera spatifolia ingår i släktet indiantravar, och familjen korsblommiga växter. Inga underarter finns listade i Catalogue of Life.